# Кио, Эмиль Теодорович
Эми́ль Теодо́рович Рена́рд-Ки́о (первоначально выступал под сценическим псевдонимом Эмиль Рена́рд; настоящая фамилия Ги́ршфельд; 30 марта [11 апреля] 1894, Москва, Российская империя — 19 декабря 1965, Киев, Украинская ССР, СССР) — советский артист цирка, иллюзионист.
Народный артист РСФСР (1958), создатель иллюзионных представлений, конструктор цирковой аппаратуры.

## Биография

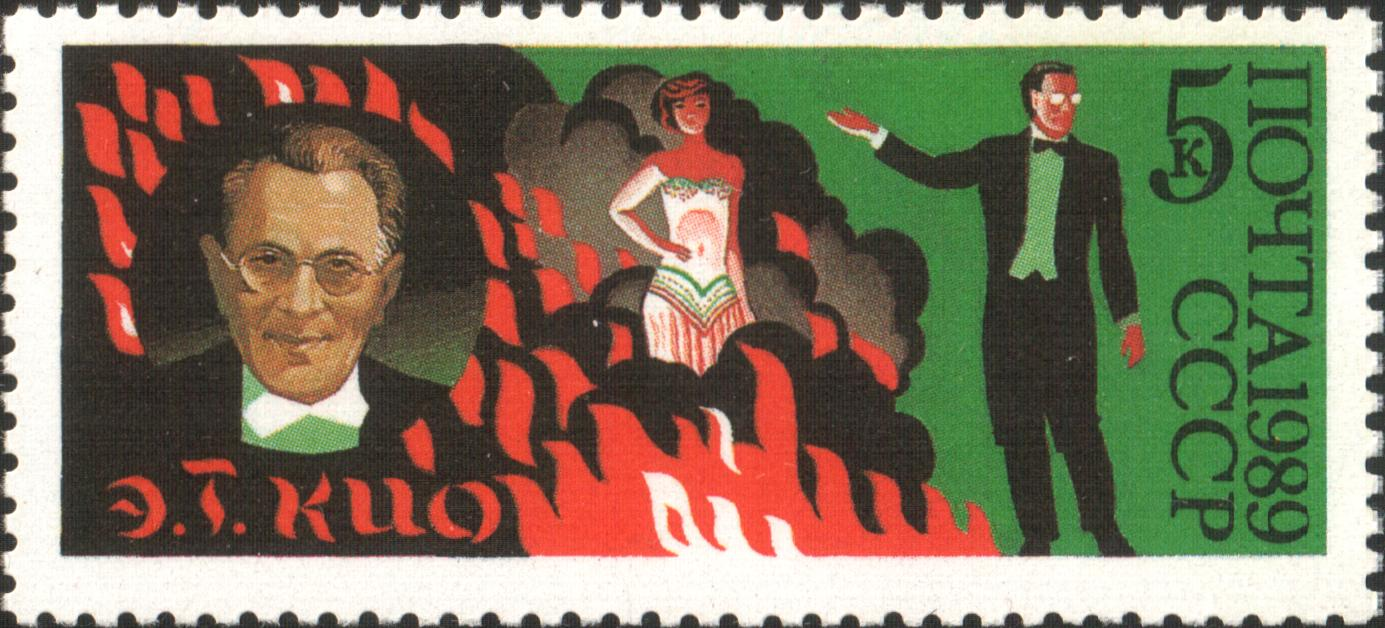
Почтовая марка СССР, 1989 год.

Мемориальная доска Э. Т. Кио на фасаде дома № 12, на Ленинском проспекте в Москве

Эмиль Теодорович Гиршфельд был старшим из трёх сыновей (Эмиль, Феликс и Гарри) в немецко-еврейской семье из Голдингена (Курляндская губерния). Отец — коммивояжёр Теодор Эмильевич Гиршфельд (ум. в 1916), мать — Беатриса Германовна Гиршфельд.
Учился в коммерческом училище. С 1917 года — актёр Московского театра миниатюр «Одеон», затем работал администратором, униформистом и берейтором в цирке Александра Чинизелли в Варшаве. С 1921 года выступал как иллюзионист на советской эстраде — в эстрадных театрах садов «Аквариум» и «Эрмитаж», до 1928 года гастролировал по городам страны, затем — в Эстрадном театре Центрального парка культуры и отдыха.
С 1932 года, по приглашению руководителя Государственного управления музыки, эстрады и цирка А. М. Данкмана, начал выступать на арене цирка.
В 1940 году Кио сменил восточные мотивы на строгий фрак и расширил номер с комическими элементами и участием ковёрных. Работал с режиссёрами А. Г. Арнольдом, Б. А. Шахетом и М. С. Местечкиным.
Умер 19 декабря 1965 года во время гастролей в Киеве. Похоронен в Москве на Новодевичьем кладбище.

## Происхождение фамилии
В качестве артистического псевдонима, впервые появившегося на афишах в 1922 году, Эмиль Кио выбрал древнееврейское слово תְּקִיעָה (тки́о), знакомое ему по молитвам в варшавской синагоге.
Существует и другая версия происхождения фамилии «Кио», о которой рассказывал Юрий Никулин. В начале своей артистической карьеры Э. Т. Кио проходил с приятелями мимо кинотеатра, на вывеске которого не горела буква «Н»; жена одного из приятелей произнесла вслух «Кио» и предположила, что это могло бы стать хорошим сценическим именем. Эту версию его сын Игорь считал несостоятельной.

## Семья
- Первая жена — Кошерхан Тоховна Борукаева, осетинская театральная актриса.
- Вторая жена — артистка балета цирка Евгения Васильевна Гиршфельд (ур. Смирнова, 1920—1989[5]).
- Дети — народный артист РСФСР,  Эмиль Кио (род. 1938) и народный артист РФ,  Игорь Кио (1944—2006).
- Брат — Феликс Фёдорович Гиршфельд (1904 — 10 марта 1938), советский анархист-мистик, журналист по экономическим вопросам в газетах «Труд» и «Гудок». Выпускник Московского промышленно-экономического института им. Рыкова (1929). Работал экономистом-статистиком центрального аппарата наркомата путей сообщения. С 1924 года и до 1928 года — член анархо-мистического «Ордена Света» (орден тамплиеров, рыцарь 1-й степени)[6]. С 1931 года работал заместителем заведующего технико-экономического отдела редакции газеты «Гудок». Арестован в 1930—1931 году по делу «Ордена Света», повторно 31 декабря 1937 года как участник правотроцкистской антисоветской организации в редакции газеты «Гудок», расстрелян[7].

## Награды и звания

Могила Кио на Новодевичьем кладбище Москвы.

- Орден Трудового Красного Знамени (19 ноября 1939)[8]
- Народный артист РСФСР (15 октября 1958)
- Заслуженный артист РСФСР (19 ноября 1939)